# Caucasocyphoniscus cavaticus
Caucasocyphoniscus cavaticus là một loài chân đều trong họ Trichoniscidae. Loài này được Borutzkii miêu tả khoa học năm 1948.